# Myrmeleon (Myrmeleon) inconspicuus
Myrmeleon (Myrmeleon) inconspicuus is een insect uit de familie van de mierenleeuwen (Myrmeleontidae), die tot de orde netvleugeligen (Neuroptera) behoort. 
Myrmeleon (Myrmeleon) inconspicuus is voor het eerst wetenschappelijk beschreven door Rambur in 1842.